# Castillo de Fantova
El castillo de Fantova es una fortificación cristiana del siglo X situada en el despoblado oscense de Fantova en el municipio de Graus, España.

## Historia
Su historia escrita nos lleva al año 960, en el que encontramos al obispo de Roda consagrando la Iglesia de Santa Cecilia en el castro de Fantova. En esa época Tanto el castillo de Güel como el de Fantova, eran las vanguardia del condado de Ribagorza frente a los musulmanes situados en los castillos de Lascuarre, Laguarres y Castigaleu, que fueron conquistados por Sancho el Mayor en 1017. Existe constancia de algunos Tenentes de Fantova como por ejemplo el infante Sancho Ramírez (hermano del rey), Bernardo Ramón, Barbatuerta, Arnal Mir conde de Pallars... Posteriormente Jaime I de Aragón lo vendió a Berenguer de Eril en 1228, un siglo más tarde en 1322, Jaime II de Aragón recuperó el condado de Ribagorza para su hijo y obligó a entregar al rey los castillos de Fantova, Fals, Viacamp, Arén y Montañana entre otros. En 1718, las familias Agulaneo y Bagüés ostentaban el título honorífico de carlanes de Fantova

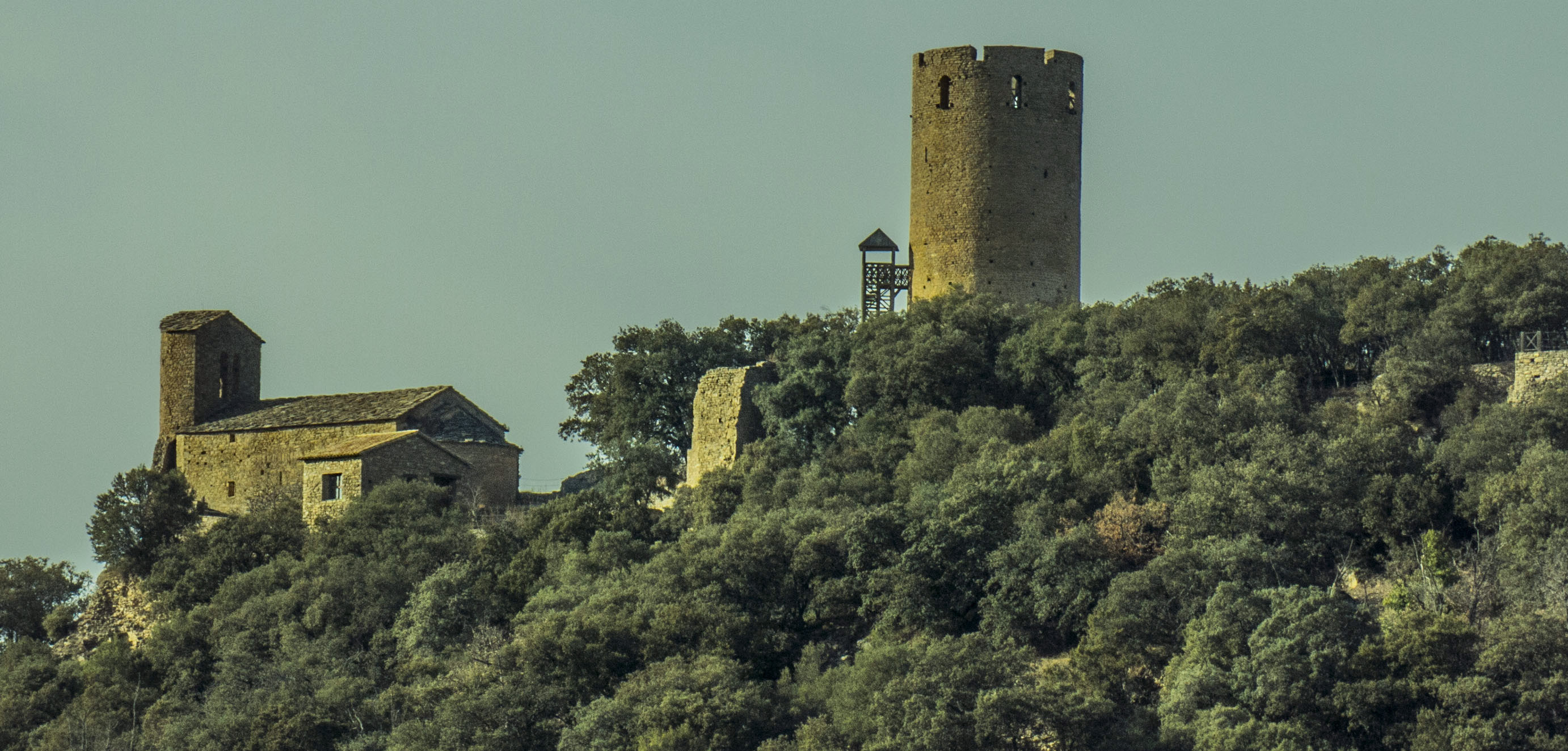
Castillo de Fantova

## Descripción
Como en todos los castillos altoaragoneses tenemos ante nosotros un conjunto formado por una torre, una iglesia y un muro que lo rodea. El castillo está situado sobre un gran espolón rocoso al borde de un acantilado, visible desde varios kilómetros de distancia.
Tenemos una torre circular de unos cuatro metros y medio de diámetro, y dieciocho metros de alto. El grosor de los muros es de unos dos metros. Tiene un espacio hueco de 16m2.
Es una construcción de mampostería revestida de sillarejos y la planta baja conserva su bóveda de arista de piedra resolviendo de este modo el paso de círculo a cuadrado.
La puerta de acceso a la torre se sitúa en alto accediéndose mediante una escalera de madera. Desde esta planta se accede a lo alto de la torre por una escalera empotrada en la pared.
Termina la escalera en otro zaguán que comunica con el piso siguiente, al que se accede por una trampilla. Este piso es totalmente defensivo con grandes vanos de medio punto. Se observan saeteras de traza muy tosca en toda la torre.
La ermita de Santa Cecilia es de nave única con ábside semicircular, sin decoración. A sus pies se alza un campanario semicilíndrico, de piedra similar a la otra torre, concebido como segunda torre defensiva. Sobre la puerta tiene una cruz esculpida y se conserva la pila bautismal.
Del recinto murado destaca la entrada en recodo y aunque se encuentra muy rebajado en altura, además la vegetación impide ver con claridad su restos.
Completan el conjunto dos tumbas antropomorfas, según costumbre en los siglos X y XI de la zona prepirenaica.